# Rachita Mistry
Rachita Mistry (née Panda le 4 mars 1974) est une athlète indienne, spécialiste du 100 mètres. 

## Biographie

### Palmarès
| Date | Compétition         | Lieu    | Résultat | Épreuve   | Performance |
| ---- | ------------------- | ------- | -------- | --------- | ----------- |
| 1998 | Championnats d'Asie | Fukuoka | 1re      | 4 × 100 m | 44 s 43     |
| 1998 | Jeux asiatiques     | Bangkok | 3e       | 100 m     | 11 s 41 (w) |
| 2000 | Championnats d'Asie | Jakarta | 3e       | 100 m     | 11 s 46     |

### Records
| Épreuve | Performance | Lieu      | Date            |
| ------- | ----------- | --------- | --------------- |
| 100 m   | 11 s 26     | Bangalore | 5 juillet 2000  |
| 200 m   | 23 s 10     | Chennai   | 31 juillet 2000 |